# Terme Centrali

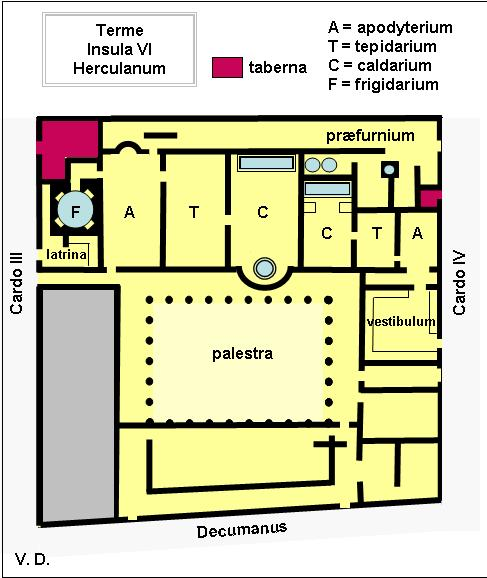
Grundriss, Norden ist in der linken oberen Ecke

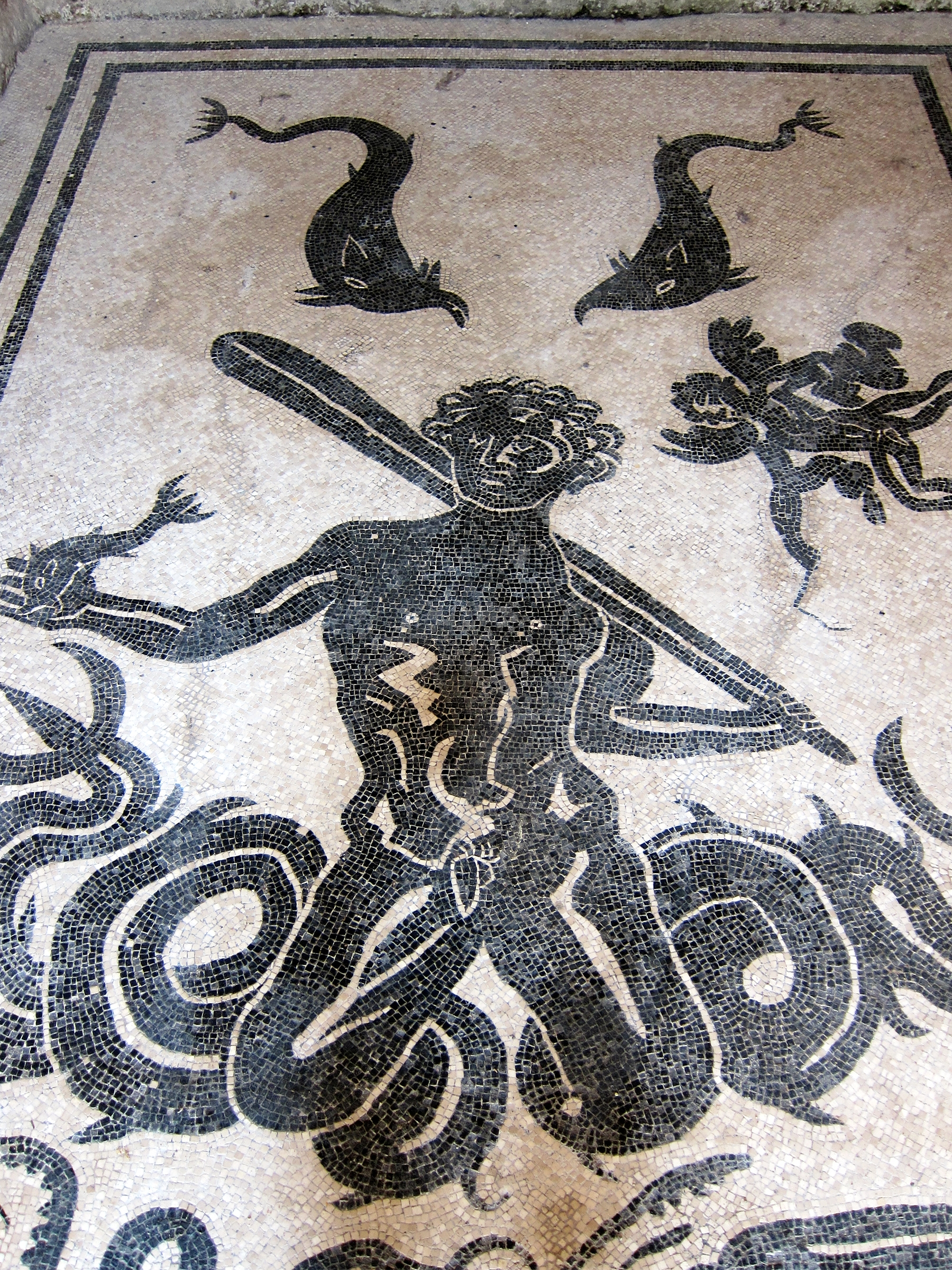
Mosaik im Apodyterium des Frauenbades

Terme Centrali (Zentrale Thermen, auch Terme del Foro – Forumsthermen, oder Thermae Centrali) ist die moderne Bezeichnung für die zentral gelegenen Thermen in der antiken, 79 n. Chr. von einem Vulkanausbruch verschütteten Stadt Herculaneum (VI.1–10). Die Badeanlagen wurden zunächst von 1860 bis 1875 und dann noch einmal in den Jahren 1931 und 1932 ausgegraben. Sie sind heutzutage zum Teil zu besichtigen. Im Zentrum der aus verschiedenen Raumteilen bestehenden Anlage befindet sich eine große Palästra. An deren beiden Kurzseiten liegen Räume unsicherer Funktion, die nicht unbedingt zu den Thermen gehören. Nordöstlich der Palästra liegen die eigentlichen Baderäume: im Norden der Badetrakt der Männer, südlich davon der etwas kleinere der Frauen. Die Palästra war nur vom Männerbereich aus betretbar, der seinerseits von Norden betreten werden kann. Er besteht aus einer Latrine (Toiletten), einem Apodyterium (Umkleideraum), einem Frigidarium (Kaltbad) und einem Tepidarium (Warmraum), das mit einem figürlichen Mosaik dekoriert ist. Das Caldarium (Heißbad) ist der größte und zentrale Saal der Anlage. Hier befindet sich jeweils an der Kurzseite ein Badebecken.
Der Frauenteil des Bades ist kleiner und konnte von der anderen Seite des Baues betreten werden. Vom Eingang gelangte man in einen großen Raum, der eventuell als Warteraum diente. Es folgen ein schmaler, querliegender Raum und dann das Apodyterium, das mit einem schwarzweißen Mosaik dekoriert ist. Es zeigt als Hauptfigur Triton. Vom Apodyterium gelangt man in das mit einem Mosaik aus geometrischen Mustern geschmückte Tepidarium, schließlich ins Caldarium.

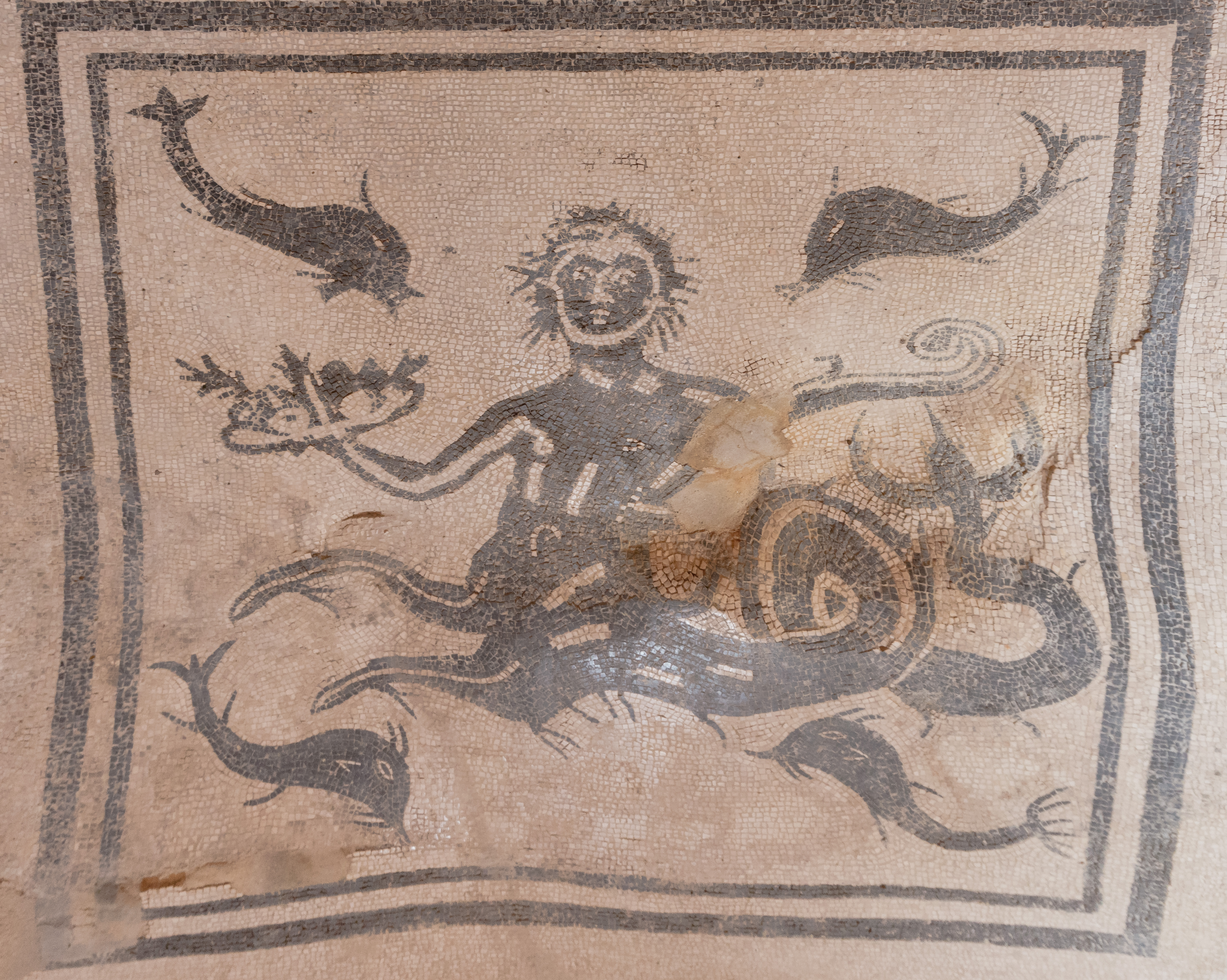
Mosaik im Tepidarium des Männerbades
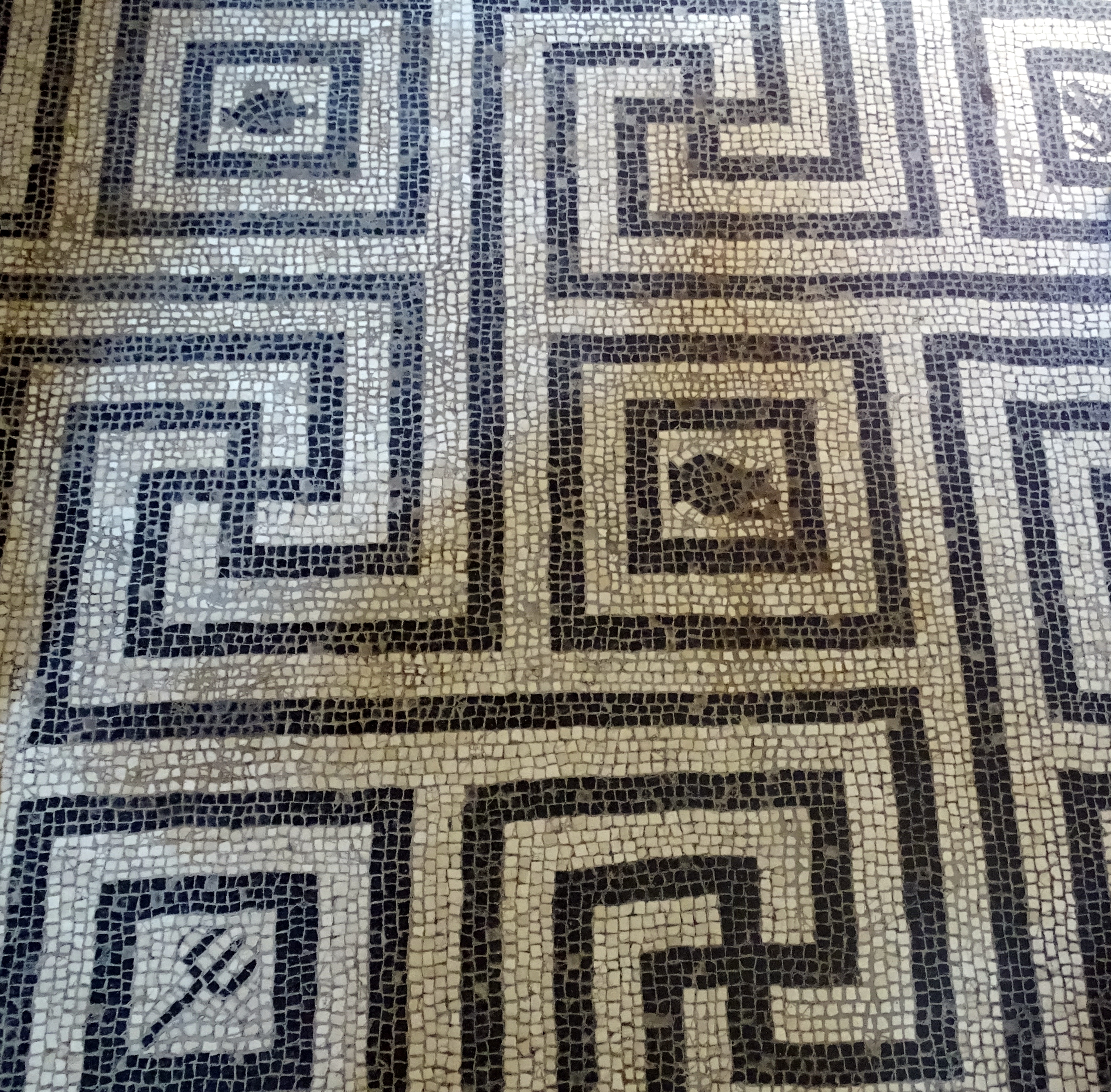
Mosaik im Tepidarium des Frauenbades
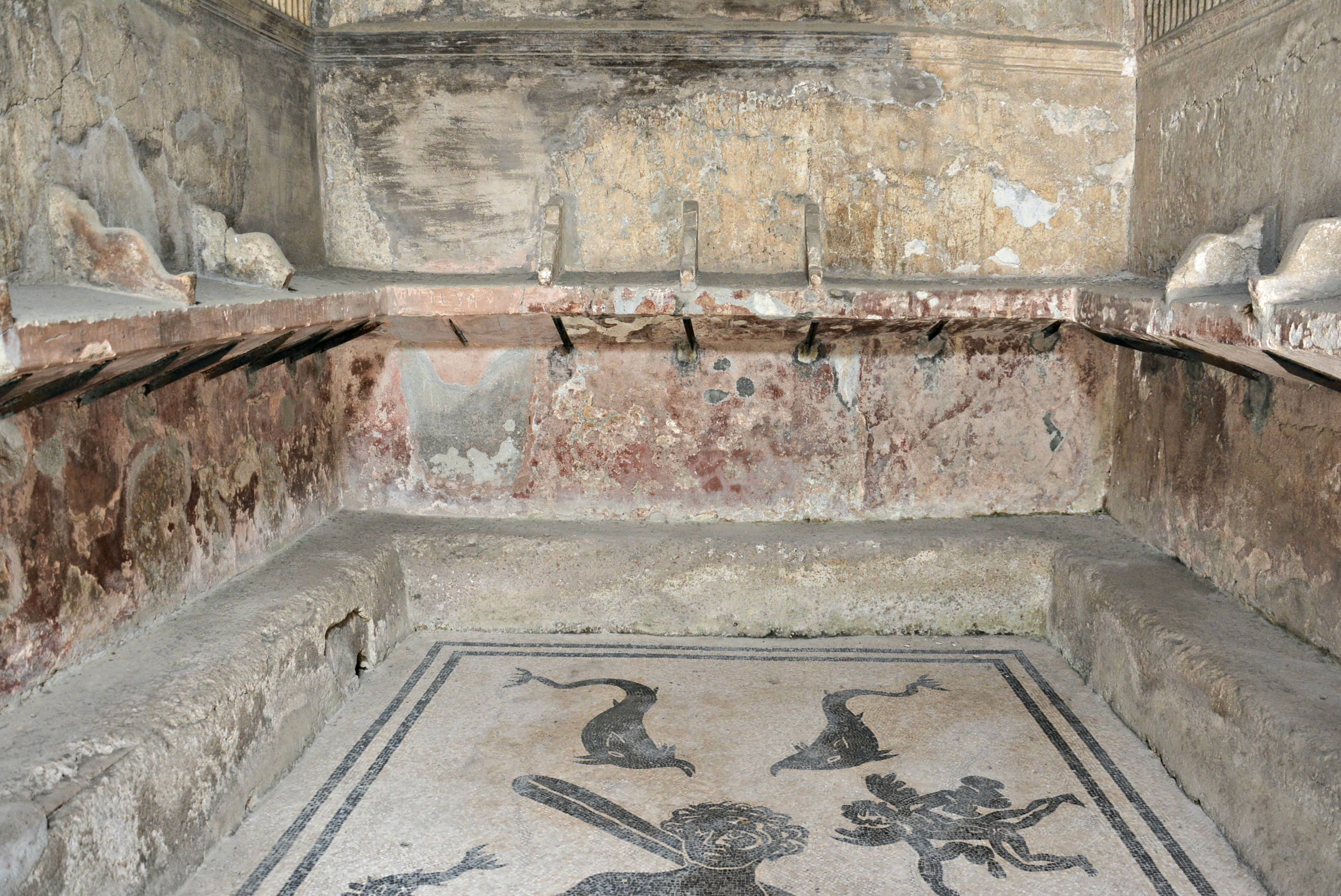
Umkleideraum im Frauenbad
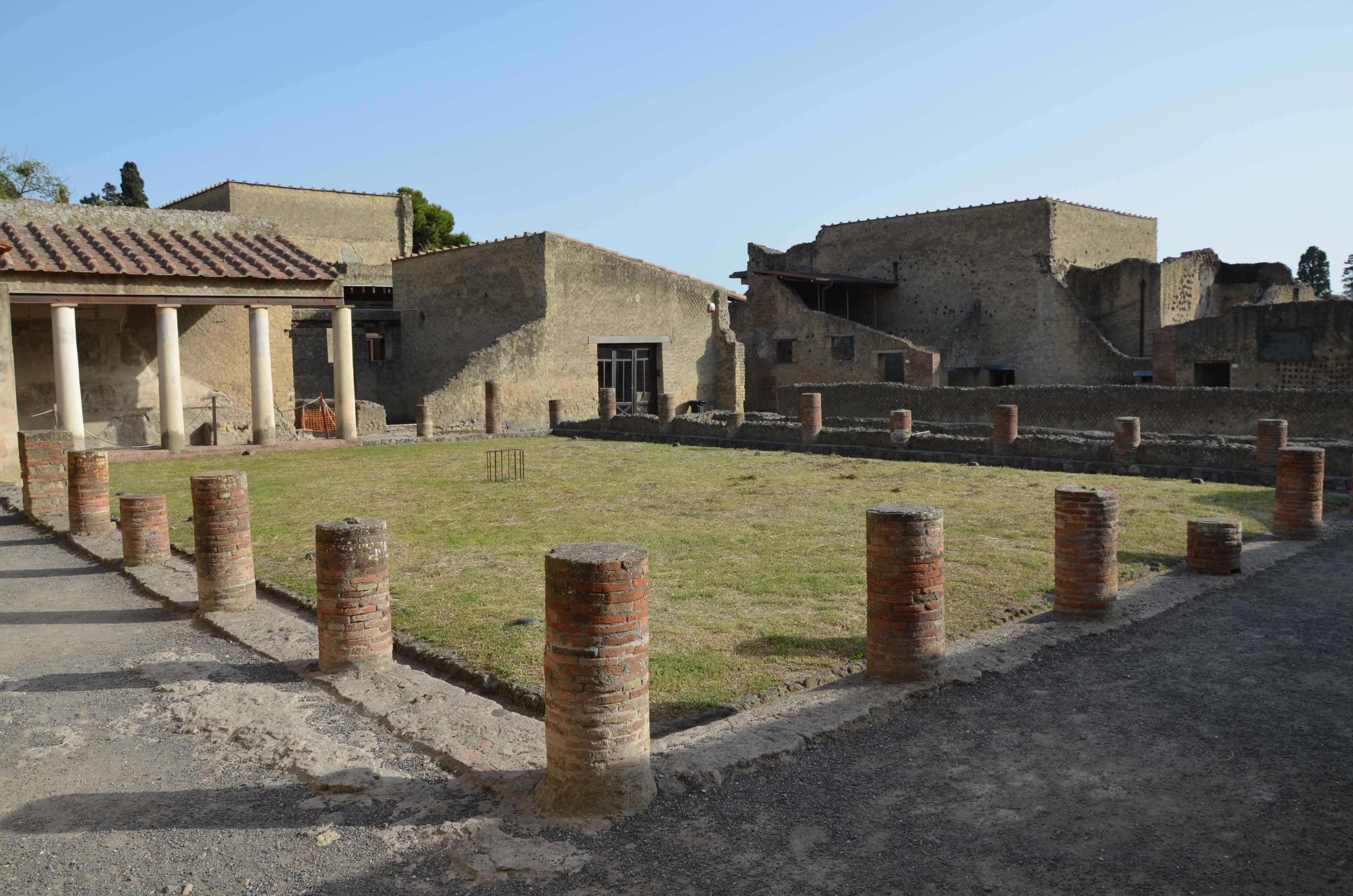
Die Palästra